# Patinação de velocidade nos Jogos Pan-Americanos de 2019 - 10000 m eliminação masculino
A competição dos 10000 m eliminação masculino da patinação de velocidade sobre rodas nos Jogos Pan-Americanos de 2019 foi disputada por onze patinadores na Pista de Patinação em Costa Verde, Lima, no dia 10 de agosto. 

## Calendário
Horário local (UTC-5).
| Data         | Horário | Fase  |
| ------------ | ------- | ----- |
| 10 de agosto | 14:15   | Final |

## Medalhistas
| Ouro   | COL Alex Alfonso Luna |
| Prata  | CHI Hugo Boada        |
| Bronze | ECU Jorge Villacorte  |

## Resultados
| Pos.              | Patinador             | Nacionalidade      | Tempo     |
| ----------------- | --------------------- | ------------------ | --------- |
| Medalha de ouro   | Alex Alfonso Luna     | COL Colômbia       | 16:36.890 |
| Medalha de prata  | Hugo Boada            | CHI Chile          | 16:37.560 |
| Medalha de bronze | Jorge Villacorte      | ECU Equador        | 16:37.708 |
| 4                 | Ken Kuwada            | ARG Argentina      | EL (49)   |
| 5                 | Mike Cuellar          | MEX México         | EL (44)   |
| 6                 | David Martínez        | CUB Cuba           | EL (39)   |
| 7                 | Carlos Montoya        | CRC Costa Rica     | EL (34)   |
| 8                 | Herbert Harbison      | USA Estados Unidos | EL (29)   |
| 9                 | Gabriel Félix e Silva | BRA Brasil         | EL (24)   |
| 10                | Glockner González     | VEN Venezuela      | EL (19)   |
| 11                | Bernardo Gómez        | PER Peru           | EL (14)   |